# Đội tuyển cricket quốc gia Ấn Độ
Đội tuyển cricket quốc gia Ấn Độ là đội đại diện cho Ấn Độ trong môn thể thao cricket.
Ấn Độ bắt đầu tham gia Test cricket trong năm 1932.
Ấn Độ đoạt Giải vô địch cricket thế giới một lần, trong năm 1983 và đạt hạng nhì năm 2003.